# Eduard Kaltenberger
Eduard Kaltenberger (...) è un ex bobbista tedesco.

## Biografia
Viene ricordato come vincitore di una medaglia d'argento nella sua disciplina, ottenuta ai campionati mondiali del 1958 (edizione tenutasi a Garmisch-Partenkirchen, Germania) insieme ai suoi connazionali Franz Schelle, Josef Sterff e Otto Göbl.
Nell'edizione l'oro andò all'altra nazionale tedesca. L'anno successivo sempre nel bob a quattro vinse una medaglia di bronzo.